# Уфтюга (приток Сухоны)
У́фтюга — река в России, левый приток реки Сухоны (бассейн Северной Двины). Протекает по территории Устьянского района Архангельской области и Тарногского и Нюксенского районов Вологодской области.
Длина реки — 134 км, площадь бассейна — 2360 км², средний расход — 21,8 м³/сек.
Крупнейшие притоки — Порша (левый), Торженьга, Сулонга (правые).
Уфтюга берёт начало из болот неподалёку от станции Сулонда железной дороги Коноша — Котлас. Сначала течёт на восток, однако после того, как протекает станцию Уфтюга той же железной дороги поворачивает на юг. В этом направлении она течёт вплоть до впадения в Сухону.
Всё течение Уфтюги проходит по лесной, почти ненаселённой местности севера Вологодской области. На всём протяжении реки по берегам лишь несколько небольших деревень. Течение среднее.
Как и все реки севера Вологодчины, ранее река интенсивно использовалась для лесосплава.

## Данные водного реестра
По данным государственного водного реестра России относится к Двинско-Печорскому бассейновому округу, водохозяйственный участок реки — Северная Двина от начала реки до впадения реки Вычегда, без рек Юг и Сухона (от истока до Кубенского гидроузла), речной подбассейн реки — Сухона. Речной бассейн реки — Северная Двина.
По данным геоинформационной системы водохозяйственного районирования территории РФ, подготовленной Федеральным агентством водных ресурсов:
- Код водного объекта в государственном водном реестре — 03020100312103000009029
- Код по гидрологической изученности (ГИ) — 103000902
- Код бассейна — 03.02.01.003
- Номер тома по ГИ — 3
- Выпуск по ГИ — 0

### Притоки (км от устья)
- 36 км: река Порша (лв)
- 60 км: река Сулонга (пр)
- 68 км: река Томашка (лв)
- 90 км: ручей Большой Березовец (лв)
- 90 км: река Торженьга (пр)
- 109 км: река Берложный (пр)